# 보르사 이탈리아나
보르사 이탈리아나(이탈리아어: Borsa Italiana S.p.A.)는 이탈리아의 금융 시장을 관리하는 증권거래소이자 주식회사로서, 밀라노에 위치해 있다. 본 거래소의 전신이며 1808년에 설립된 '밀라노 거래소'로 익히 알려져있고, 세계에서 아홉 번째로 오래된 역사를 지니고 있다. 자본금 규모로는 세계에서 16번째로 큰 증권거래소이다.
1998년 본 거래소는 민영화됐으며, 2007년 6월 23일에 런던 증권거래소와 합병하여 런던 증권거래소 그룹의 일원이 됐다. 런던 증권거래소 그룹은 런던 증권거래소 지분의 100%, 보르사 이탈리아나 지분의 100%를 소유한 지주회사가 됐고, 독일 거래소도 합병하기에 이른다. 그러나 이와 같은 운영은 유럽 집행위원회에서 독점규제의 목적으로 금지됐고, 2020년 10월 유로넥스트로 매각됐다.

## 같이 보기
- 이탈리아의 경제